# Котиев, Зяудин Хусейнович
Зяудин Хусейнович Котиев (26 марта 1957, Чернореченское — 21 июня 2004, Назрань, Ингушетия) — полковник милиции, заместитель министра внутренних дел Ингушетии, погибший во время вооружённого нападения чеченских и ингушских боевиков на Ингушетию. Кавалер Ордена Мужества (посмертно).

## Биография
Родился в селе Чернореченское (Северная Осетия). Выпускник Чечено-Ингушского государственного университета. С 1982 года начал служить в милиции. Дослужился до должности заместителя министра внутренних дел Ингушетии. В 1999 году окончил Академию управления МВД России.
21 июня 2004 года боевики совершили нападение на Назрань. Одним из районов боестолкновений стал склад вооружений министерства внутренних дел Ингушетии. Котиев, взяв табельное оружие, направился туда и был смертельно ранен, когда его автомобиль был остановлен боевиками. 20 августа 2004 года был награждён Орденом Мужества (посмертно).

## Память
- 23 декабря 2005 года был навечно зачислен в списки личного состава управления угрозыска МВД Ингушетии[1].
- Одна из улиц Назрани названа именем Котиева[5].